# Litijumsko sagorevanje
Litijumsko sagorevanje je nukleosintetički proces u kome se litijum iscrpljuje u zvezdi. Litijum je generalno prisutan u smeđim patuljcima, a ne u starijim zvezdama male mase. Zvezde, koje po definiciji moraju da postignu visoku temperaturu (2,5 × 106 K) neophodnu za spajanje vodonika, brzo iscrpljuju svoj litijum.

## 7Li
Sagorevanje najzastupljenijeg izotopa litijuma, litijum-7, nastaje sudarom 7Li i protona koji proizvodi berilijum-8, koji se odmah raspada na dva jezgra helijuma-4. Temperatura neophodna za ovu reakciju je neposredno ispod temperature neophodne za fuziju vodonika. Konvekcija u zvezdama male mase obezbeđuje da se litijum u celoj zapremini zvezde iscrpi. Stoga je prisustvo litijumske linije u spektru kandidata smeđeg patuljka snažan pokazatelj da je on zaista podzvezdani.

## 6Li
Iz studije o zastupljenosti litijuma u 53 T Tauri zvezdi, otkriveno je da osiromašenje litijuma uveliko varira u zavisnosti od veličine, što sugeriše da sagorevanje litijuma u P-P lancu, tokom poslednjih visoko konvektivnih i nestabilnih faza tokom pre-glavne sekvence kasnije faze Hajašijeve kontrakcija može biti jedan od glavnih izvora energije za T Tauri zvezde. Brza rotacija ima tendenciju da poboljša mešanje i poveća transport litijuma u dublje slojeve gde se uništava. T Taurus zvezde generalno povećavaju brzinu rotacije kako stare, kroz kontrakciju i okretanje, jer dolazi do očuvanja ugaonog momenta. Ovo uzrokuje povećanu stopu gubitka litijuma sa starošću. Sagorevanje litijuma se takođe povećava sa višim temperaturama i masom, i traje najviše nešto više od 100 miliona godina.
P-P lanac za sagorevanje litijuma je sledeći
| p | + | 63Li | → | 74Be | (nestabilan) |      |      |            |
|   |   |      |   | 74Be | + e−         | →    | 73Li | + ν        |
| p | + | 73Li | → | 84Be | (nestabilan) |      |      |            |
|   |   |      |   | 84Be |              | → 2× | 42He | + energija |
Neće se dogoditi u zvezdama koje su manje od šezdeset puta veće od mase Jupitera. Na ovaj način, stopa iscrpljivanja litijuma može se koristiti za izračunavanje starosti zvezde.

## Litijumski test
Upotreba litijuma za razlikovanje kandidata za smeđe patuljke od zvezda male mase obično se naziva litijumskim testom. Teže zvezde poput Sunca mogu da zadrže litijum u svojim spoljašnjim atmosferama, koje se nikada ne zagreju dovoljno za iscrpljivanje litijuma, ali one se razlikuju od smeđih patuljaka po svojoj veličini. Smeđi patuljci na visokom kraju svog raspona mase (60–75 MJ) mogu biti dovoljno vrući da iscrpe svoj litijum kada su mladi. Patuljci mase veće od 65 MJ mogu sagoreti svoj litijum do pola milijarde godina; prema tome, ovaj test nije savršen.